# Notomys amplus
Notomys amplus — це вимерлий вид мишей з відкритих кам'янистих рівнин із пустельними травами, низькими чагарниками та піщаними хребтами в районі Шарлотт-Вотерс, поблизу Аліс-Спрінгс у Центральній Австралії. Він важив 80 грамів. Останній запис датується червнем 1896 року. Було зібрано лише два повні екземпляри, ймовірно, від австралійських аборигенів. Це була одна з найбільших австралійських стрибучих мишей, зареєстрованих в Австралії; вона була вдвічі важча за будь-який живий вид Notomys, хоча скам'янілості припускають, що вимерла Notomys robustus могла мати подібний розмір. Notomys amplus була переважно коричневого кольору, її хвіст, ймовірно, був такий же довгий, як і тулоуб. Зникнення цього виду відбулося через низку факторів: хижаки, такі як лисиці, коти, та зміни середовища проживання тощо.